# Lemuria

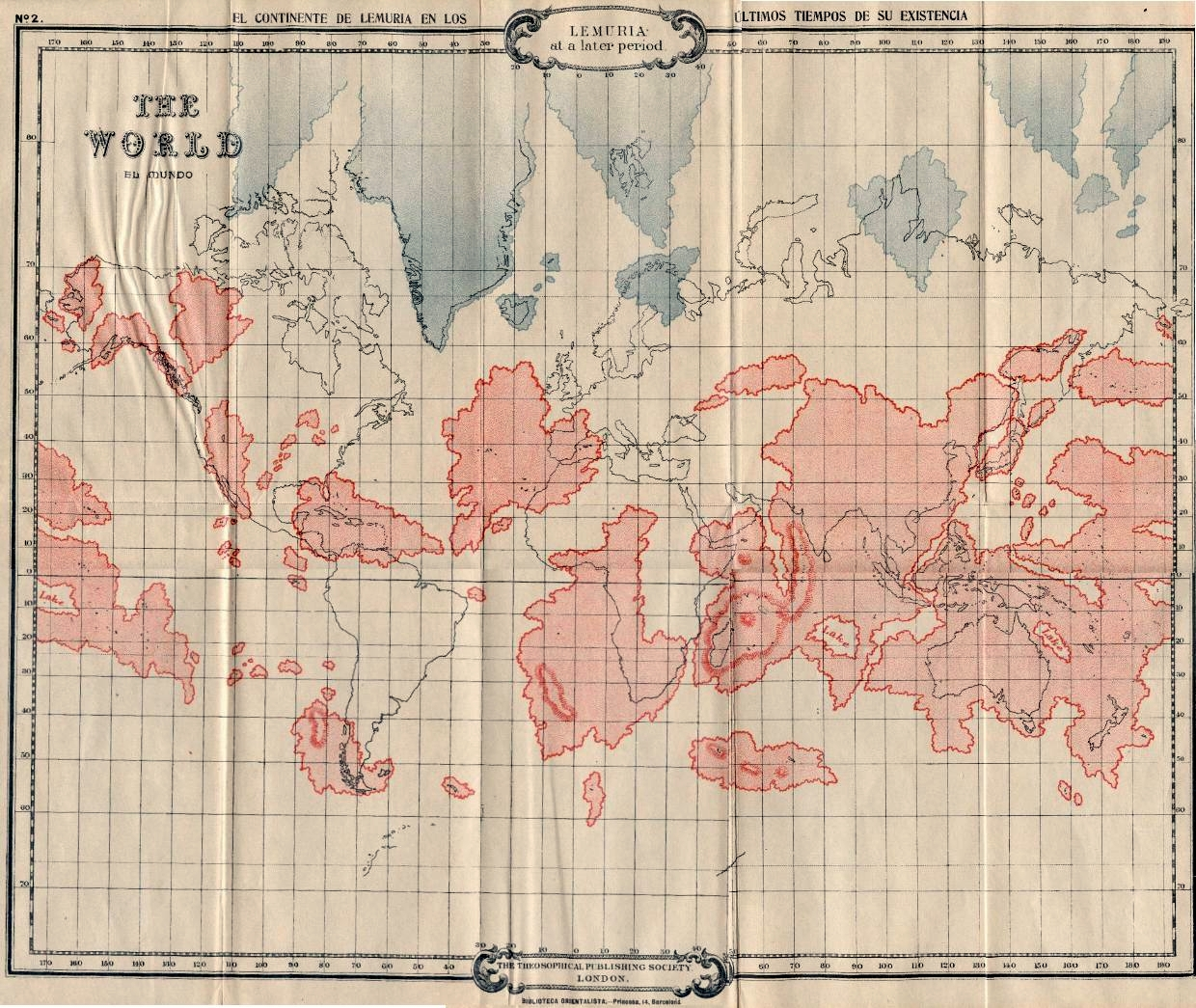
Hartă cu Lemuria suprapusă peste continentele actuale

Lemuria este numele unui ipotetic pământ pierdut despre care se presupune că se găsea în Oceanul Indian sau Pacific. Conceptul își are originea în secolul al XIX-lea când s-a încercat să se explice discontinuitățile din biogeografie, cu toate acestea, conceptul continentului pierdut Lemuria a fost desființat de teoriile moderne privind plăcile tectonice. Deși există continente scufundate cunoscute, cum este Zealandia în Pacific și Platoul Kerguelen în Oceanul Indian, nu există nicio formație cunoscută submarină în Oceanul Indian sau Pacific, care să corespundă ipoteticului continent Lemuria.

## În legende și mituri
Dovezi concrete ale existenței acestui continent nu s-au descoperit încă, existînd însă în culturile mai multor popoare referiri la civilizația din Lemuria, concepția oficială fiind aceea că existența Lemuriei nu este decât un mit. 

Unele dintre puținele referiri ale textelor antice care ar putea viza existența Lemuriei, sunt scrierile sacre hinduse Rig Veda sau Ramayana, în care se spune că  în vremuri extrem de îndepărtate exista în oceanul din estul Indiei un imens teritoriu, numit Rutas. Acolo trăia un popor de adoratori ai Soarelui, care a fost distrus de un imens cataclism, iar teritoriul lor s-a scufundat în adâncurile apelor. O parte din cei care au supraviețuit au reușit să ajungă ulterior în India, ei fiind de fapt primii brahmani. 
Același tip de relatare apare și în miturile din textele Popol Vuh și Codex Troana ale civilizației Maya sau în legendele locuitorilor din Hawaii.

În insulele din Cercul de foc al Pacificului se mai întâlnesc, pe lângă unele desene din peșteri, și legende despre această civilizație misterioasă și continentul lemurian.

Legendele din Insula Paștelui vorbesc despre un continent „Hiva” care a fost înghițit peste noapte de valurile mari ale oceanului.

În  Samoa, circulă o legendă despre un loc numit Bolutu, care îi prezintă pe locuitorii lemurieni și continentul dispărut.

## Diverse ipoteze
De-a lungul timpului, teoria continentului dispărut Lemuria a fost ridicată de către mai mulți cercetători.

Termenul Lemuria își are originile în a doua parte a secolului al XIX-lea, de la maimuțele lemuriene. Zoologul englez Philip Sclater a descoperit prezența unor urme ale fosilelor de lemurieni în Madagascar și India, dar nu și în Africa continentală și Orientul Mijlociu. În anul 1864 în articolul Mamiferele din Madagascar  publicat în „The Quaterly Journal of Science”, Sclater a sugerat că Madagascarul și India au făcut parte dintr-un continent mai mare pe care el l-a numit Lemuria, ca o explicație a modului în care lemurienii ar fi migrat din Madagascar în India sau invers în vremurile antice.
Biologul german Ernst Haeckel a emis în anul 1870 teoria potrivit căreia, omul a fost creat pe un continent ce a existat în Oceanul Pacific și care se numește Lemuria. Acest continent s-a scufundat ulterior în Oceanul Pacific, datorită unor puternice erupții vulcanice, ce a coincis cu apariția unui alt continent denumit Atlantida ce se găsea în Oceanul Atlantic și care a dus la apariția celei de-a patra rase umane.

Acest pod de pământ din Oceanul Indian, care separă Madagascar de India, ar putea explica distribuția largă a lemurilor, mamifere mici, primitive, care locuiesc în copacii din Africa, Madagascar, India și Arhipelagul Indian de Est. Mai mult, Haeckel a sugerat că lemurii sunt strămoșii rasei umane și că acest pod de pământ este probabil „leagănul rasei umane“.
La sfârșitul secolului al XIX-lea, Helena Blavatsky, a emis teoria potrivit căreia Lemuria este un continent pierdut, o patrie spirituală. Blavatsky a descoperit în peregrinările sale prin Tibet un manuscris intitulat Cartea lui Dzyan, despre care înțelepții spuneau că este un vechi text din Atlantida, în care se pomenea de evoluția umanității prin șapte rase, lemurienii fiind a treia rasă menționată. Blavatski afirmă însă că lemurienii erau creaturi gigantice, mulți chiar cu patru brațe sau trei ochi, care nu vorbeau nici o limbă, comunicau doar telepatic și dețineau uimitoare puteri paranormale.
Poate cel mai avizat cercetător al Lemuriei a fost colonelul James Churchward, care a scris o serie de cărți în prima jumătate a secolului al XX-lea. El a vizitat mânăstiri îndepărtate din Asia, studiind consemnări despre Lemuria, vechi de 12.000-70.000 de ani. El susține că acest continent era centrul unui imperiu global, care includea Atlantida. 

Churchward afirmă că acest continent pierdut era centrul unui imperiu global, care includea Atlantida și a cunoscut perioada sa de maximă înflorire acum 50.000 de ani, iar disparția sa în urmă cu 13.000 de ani, împreună cu toți cei 64.000.000 de locuitori. Distrugerea continentului a început brusc și a fost provocată de o cantitate imensă de gaze care s-a acumulat în caverne uriașe, aflate pe fundul oceanului. Au avut loc mai multe cutremure și erupții vulcanice, care au fisurat scoarța terestră. Din continentul scufundat, au mai rămas doar Australia și Insulele Hawaii, Tonga și Insula Paștelui.

Lemurienii s-au deplasat înspre răsărit, unde au devenit mayașii din America Centrală și constructorii structurilor de pe continentul american. Au migrat și spre apus, pentru a popula Asia, în special China și India, creând coloniile numite mai târziu Egipt și Sumer.  Lemurienii erau foarte inclinați către filosofie și spirit.

Mai recent, W.T. Samsel, în studiul său din anul 1998 asupra acestor vechi continente, „Conexiunea atlantă”, datează sfârșitul Lemuriei mult mai devreme. El afirmă că în urmă cu cca 100.000 de ani au apărut primele exemplare de formă umană modernă pe Lemuria, în Oceanul Pacific, iar Atlantida a existat în Oceanul Atlantic, într-o zonă geologic instabilă. Samsel crede că primii atlanți erau oameni cu pielea închisă la culoare, diferiți de băștinașii americani. El mai spune că băștinașii nord-americani sunt descendenții direcți ai lemurienilor și ai atlanților, care s-au stabilit în Americi înainte de primul mare cataclism, care s-a petrecut în urmă cu 48.000 de ani. În acele vremuri ale Atlantidei și Lemuriei oamenii trăiau sub Legea lui Unu, conform căreia tot ceea ce există este aceeași energie sau același întreg care se manifestă sub forme diferite, totul fiind interconectat. Oamenii de știință numesc aceasta "teoria câmpurilor unificate", care poate fi des întâlnită în miturile și legendele despre Atlantida.

## Verdictul științei
Profesorul universitar de istorie Fritze a explicat că relatările ocultiștilor (în special teosofi și antroposofi) despre Atlantida sunt pseudoistorie. Susținerea că un continent pierdut cunoscut drept Lemuria a existat în Oceanul Pacific a fost de asemenea categorisită drept pseudoistorie.:11